# HD82989
HD82989 — хімічно пекулярна зоря спектрального класу A4, що має видиму зоряну величину в смузі V приблизно  8,3.
Вона  розташована на відстані близько 1941,4 світлових років від Сонця.

## Пекулярний хімічний склад
Зоряна атмосфера HD82989 має підвищений вміст 
Cr
.